# TLC: Tables, Ladders & Chairs (2010)
TLC: Tables, Ladders & Chairs (2010) foi um evento de wrestling profissional em formato pay-per-view produzido pela WWE, ocorreu no dia 19 de dezembro de 2010. Esta foi a segunda edição da cronologia do TLC: Tables, Ladders & Chairs.

## Antes do evento
Na edição da SmackDown de 3 de dezembro foi anunciada a primeira luta para o evento, Rey Mysterio enfrentaria Alberto Del Rio. Ainda nesta edição Edge derrotou o World Heavyweight Champion, Kane em luta que valia a estipulação para o combate entre os dois no evento, Edge escolheu que seria uma Tables, Ladders, and Chairs match. Na edição da Raw de 6 de dezembro foi anunciado que The Miz defenderia o WWE Championship contra Randy Orton em uma Tables match. Na Raw do dia 13 de dezembro Wade Barrett "readmitiu" John Cena para a WWE, porém para que isto ocorresse Cena teria que aceitar lutar com ele no TLC em uma "Chairs match", Cena aceitou. Na SmackDown do dia 17 de dezembro o general-manager Theodore Long anunciou que a luta pelo World Heavyweight Championship não seria mais apenas entre Kane e Edge  e que estava acrescentando Rey Mysterio e Alberto Del Rio ao combate.

## Evento
Na primeira luta do evento Dolph Ziggler derrotou Kofi Kingston e Jack Swagger para manter o WWE Intercontinental Championship, Ziggler venceu ao pegar o cinturão pendurado sobre o ringue. Natalya e Beth Phoenix derrotaram Layla e Michelle McCool, Natalya e Phoenix venceram após Natalya arremessar Layla e McColl com um "Splash" da terceira corda através de uma mesa. Santino Marella e Vladimir Koslov derrotaram Justin Gabriel e Heath Slater por desqualificação para manterem o WWE Tag Team Championship, Gabriel e Slater foram desqualificados após Michael McGillicutty atacar Santino. Após a luta The Nexus liderados por Wade Barrett atacaram os campeões com cadeiradas. John Morrison derrotou Sheamus para se tornar o desafiante número um pelo WWE Championship, Morrison venceu ao pegar o contrato pendurado sobre o ringue. The Miz derrotou Randy Orton para manter o WWE Championship, Miz fex o pin após empurrar Alex Riley sobre Orton fazendo com que ele caísse sobre uma mesa fora do ringue. Edge derrotou Kane, Rey Mysterio e Alberto Del Rio para vencer o World Heavyweight Championship, Edge venceu após pegar o cinturão pendurado sobre o ringue. No evento principal John Cena derrotou Wade Barrett, Cena venceu após aplicar um "Attitude Adjustment" em Barrett sobre seis cadeiras alinhadas.

## Resultados
| Nº                                          | Resultados | Estipulações                                                                    | Tempo |
| ------------------------------------------- | --- | ------------------------------------------------------------------------------- | ----- |
| Dark                                        | Daniel Bryan (c) (com The Bella Twins) derrotou Ted DiBiase (com Maryse)                                                                                 | Luta individual pelo WWE United States Championship                             | 5:18  |
| 1                                           | Dolph Ziggler (c) (com Vickie Guerrero) derrotou Kofi Kingston e Jack Swagger                                                                            | Luta de escadas Triple Threat pelo WWE Intercontinental Championship            | 8:56  |
| 2                                           | Natalya e Beth Phoenix derrotaram Lay-Cool (Layla e Michelle McCool)                                                                                     | Luta de mesas em duplas                                                         | 9:20  |
| 3                                           | Santino Marella e Vladimir Kozlov (c) derrotaram The Nexus (Justin Gabriel e Heath Slater) (com Husky Harris e Michael McGillicutty) por desqualificação | Luta de duplas pelo WWE Tag Team Championship                                   | 6:28  |
| 4                                           | John Morrison derrotou Sheamus | Luta de escadas para definir o desafiante ao WWE Championship                   | 19:09 |
| 5                                           | The Miz (c) (com Alex Riley) derrotou Randy Orton | Luta de mesas pelo WWE Championship                                             | 13:40 |
| 6                                           | Edge derrotou Kane (c), Rey Mysterio e Alberto Del Rio (com Ricardo Rodriguez)                                                                           | Luta Fatal-4-Way Tables, Ladders and Chairs pelo World Heavyweight Championship | 23:49 |
| 7                                           | John Cena derrotou Wade Barrett | Luta de cadeiras                                                                | 19:03 |
| (c) – Refere-se aos campeões antes da luta. | |                                                                                 |       |